# Puukonsaari (ö i Södra Savolax, S:t Michel, lat 61,79, long 26,69)
Puukonsaari är en ö i Finland. Den ligger i sjön Puula och i sjön Puula och i kommunen Hirvensalmi i den ekonomiska regionen  S:t Michel och landskapet Södra Savolax, i den södra delen av landet, 200 km nordost om huvudstaden Helsingfors. Öns area är 8,08 kvadratkilometer och dess största längd är 5,6 kilometer i sydöst-nordvästlig riktning.